# カキオコ

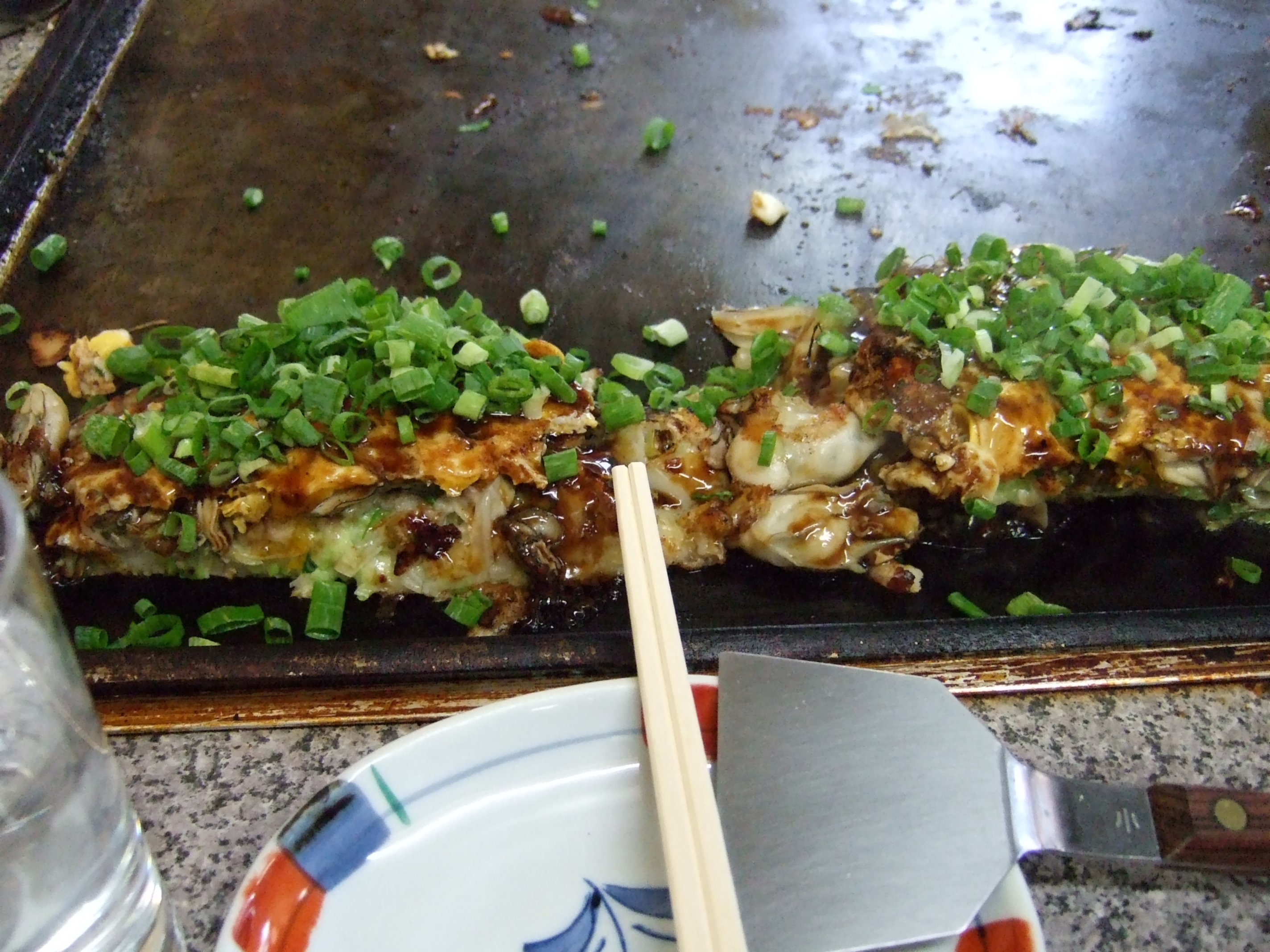
カキオコ

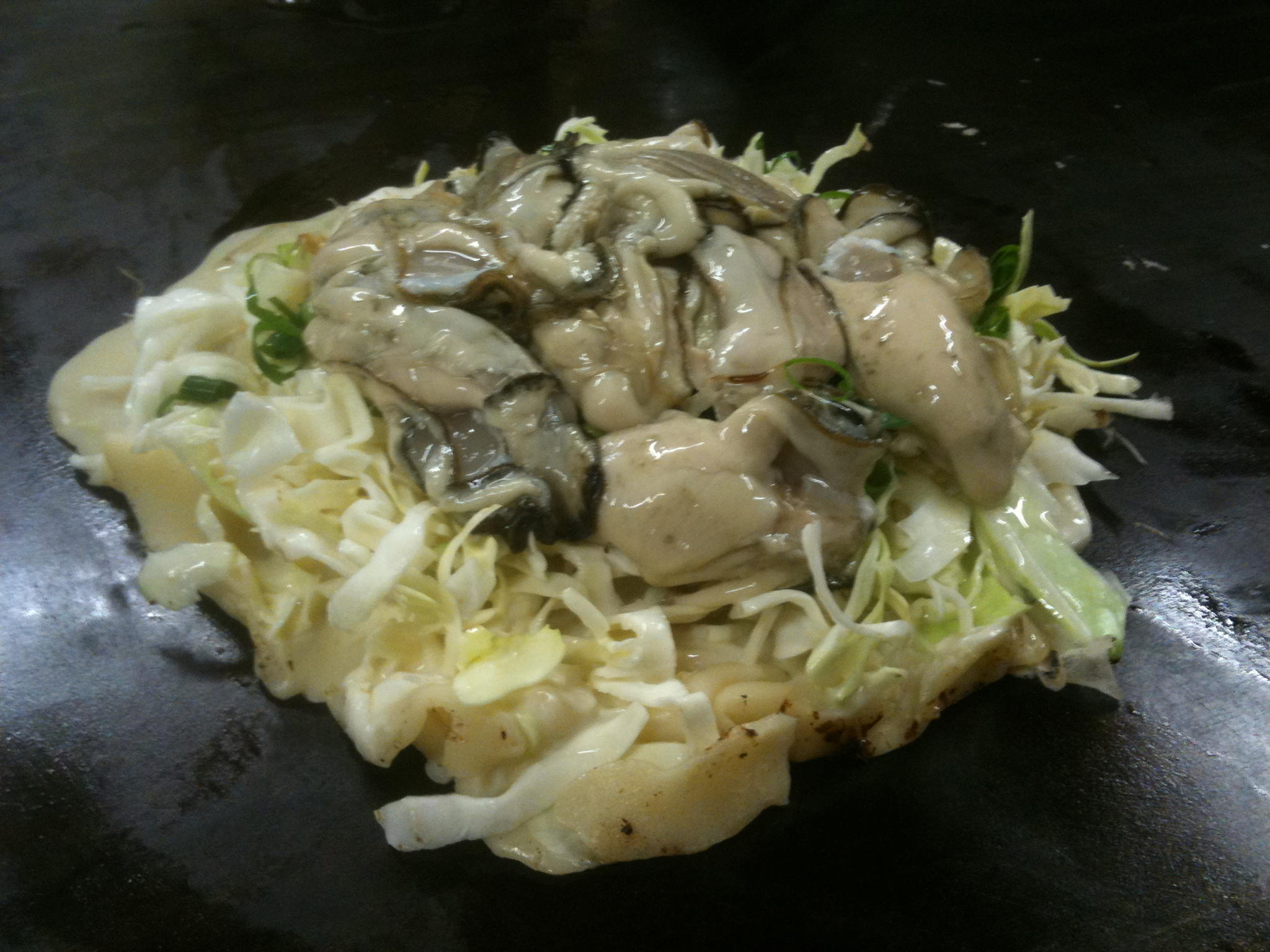
調理中のカキオコ

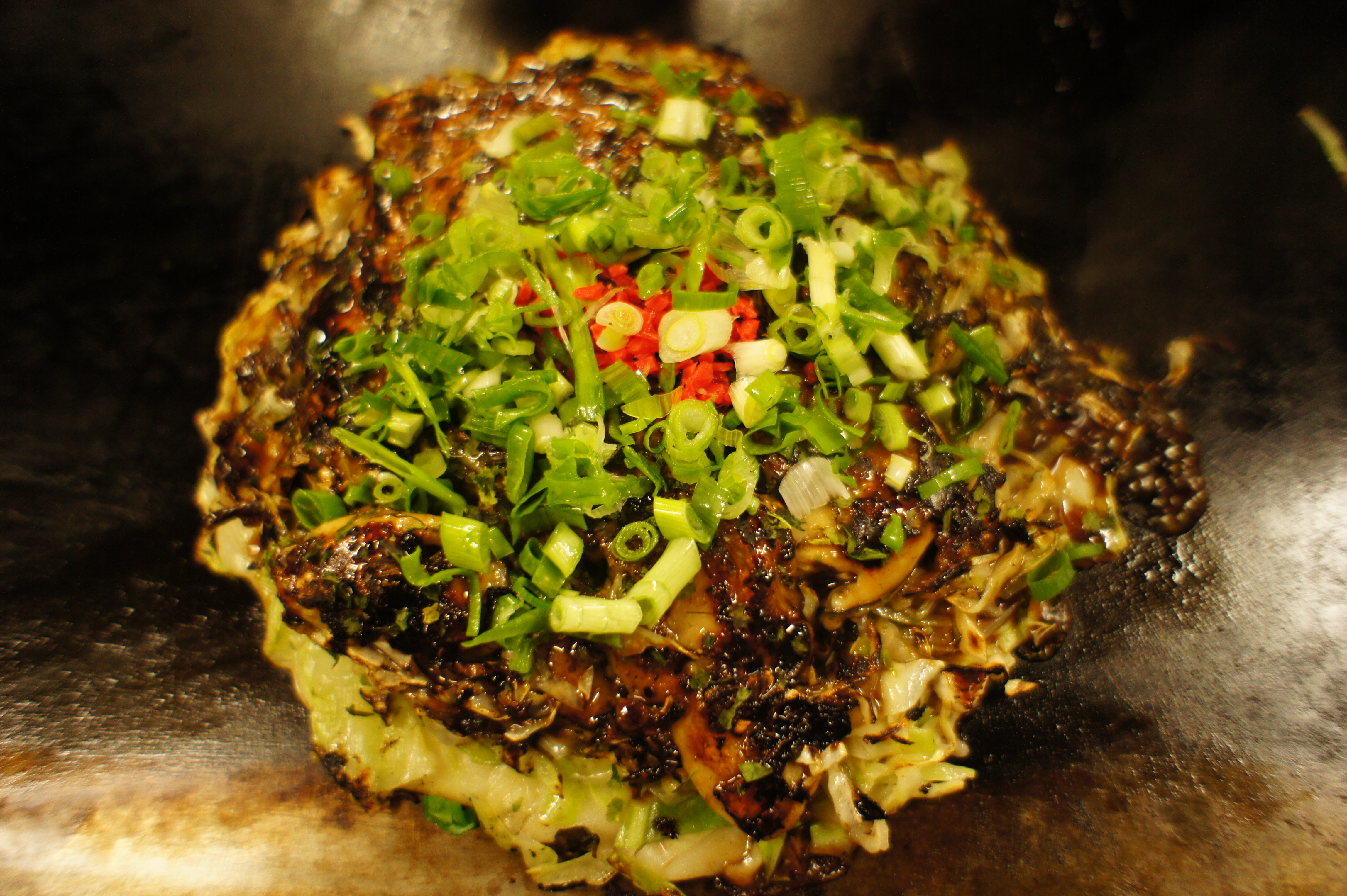
カキオコ

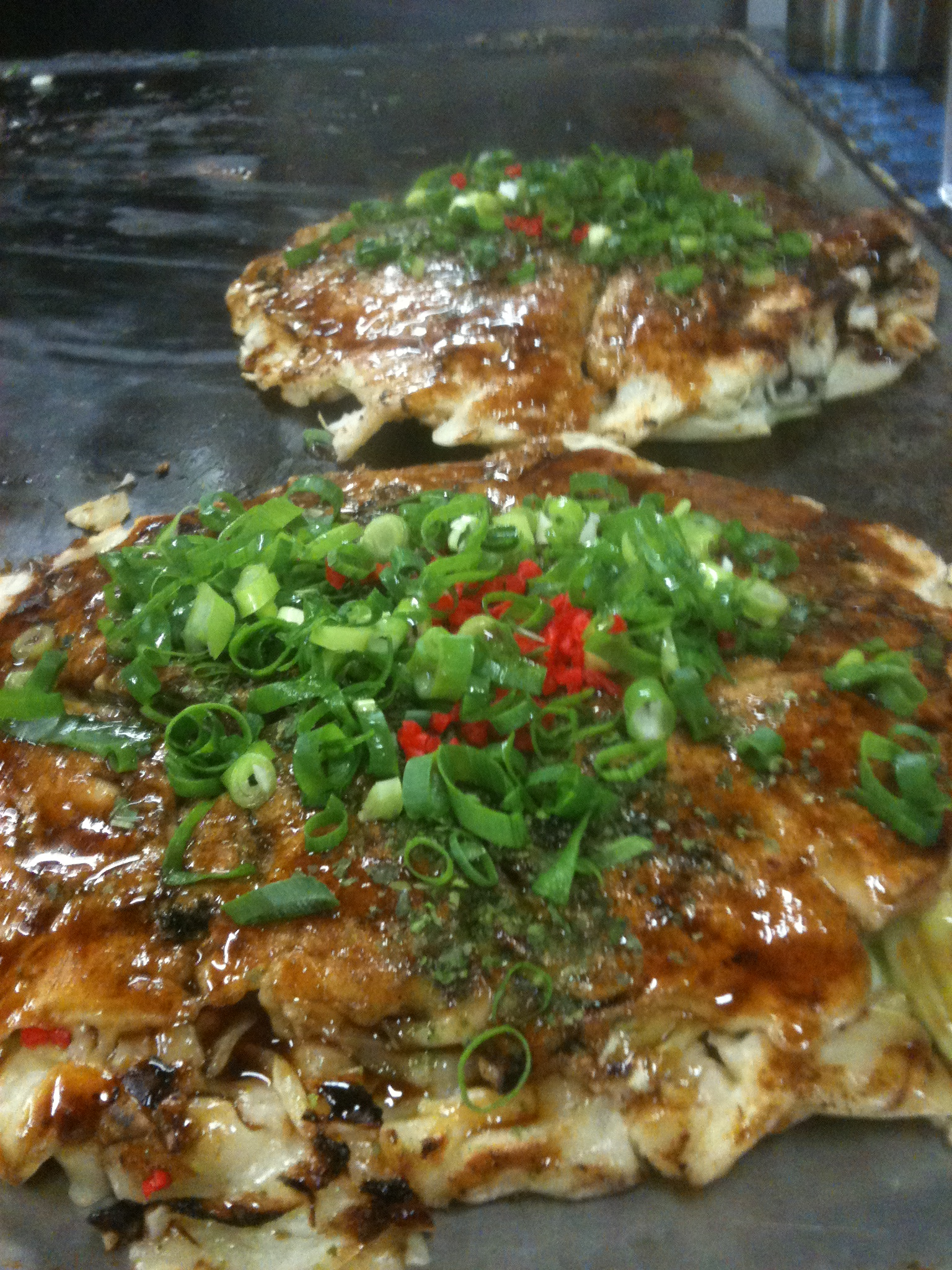
カキオコ

カキオコは、岡山県備前市日生（ひなせ）地区の郷土料理、ご当地グルメである。

## 概要
カキオコは、カキ（牡蠣）入りお好み焼きの略称である。カキを用いたお好み焼きは全国各地に点在するが、当地では関西風とも広島風とも異なる「日生焼き」「日生風」と称し、季節限定の地ガキを用い、カキの量がとても多く、作り方は日生地区独自のものである点が特徴であると謳っている。人気店の店主は「キャベツの切り方は広島風。生地と混ぜるのは関西風。ここは関西と広島の中間だから両方のいいとこ取り」と話している。
山盛りの千切りキャベツ等に生地を合わせて鉄板上に広げ（予め軽く合わせてから鉄板に広げるやり方と、先に鉄板に具を広げて上から生地をかけるやり方がある）、カキを鉄板で焼き、その他の具をさらに上に乗せ、その上から再び生地をかけ、裏返して両面を焼く。生地により蒸した状態になるため、鉄板で焼いてもカキの身が縮まないという。
カキを用いるため、多くの店では10月下旬〜3月頃までの季節限定メニューである。その季節以外は、後述するエビオコや、エビオコとかき氷をセットにした夏季オコセットなるものを提供する店舗もある。近年は、冬場のカキを冷凍保存しておいて、時期外でもカキオコを提供する店舗もみられる。
カキオコが食べられる店は約15軒で、日生地区中心部および東部の寒河地区に多い。観光案内所で店の地図を配布したり、店頭に幟が立てたりして、よく分かるようになっている。
関西、四国は昔から「カキ玉」というメニューが存在していた。

## 歴史
1960年代に日生地区でカキ養殖が盛んになる。この頃に地元漁師の食事や地元客相手の店で、お好み焼きの肉の代わりに安価で大量に入手可能なカキを使ったのがカキオコの始まりではないかと言われている。
その後、日生町内では多くの店に広まったが、地元以外ではほとんど広まらず、ごく最近まで岡山県内でも知らない者が多かった。2000年代初頭になって地元の「日生カキお好み焼き研究会」という団体が地元食を見直そうとPRを始めた。
2006年にはJR西日本がカキオコをテーマにした「駅プラン」と称するパックツアーを企画した。
2008年には備前東商工会が「カキオコ」の商標を商標登録（登録商標日本第5126320号）している。
2011年にはB-1グランプリに「日生カキ入りお好み焼き研究会」が参加し、初参加にして9位の成績を収めている。

## エビオコ
カキ漁ができない夏期用に、海老の入ったお好み焼きであるエビオコ（詳細は外部リンク欄に記載の公式サイトに記載）が存在する。カキオコのカキを海老に置き換えたものである。最近はカキシーズン終了後の時期に、カキオコに変わり観光PRされている。また、それにかき氷をセットにした夏季オコセットなるものも存在する。

## その他
- マスコットキャラは「カキオ」と「カきコ」である。原案作成者は当時小学3年女子だった。なお、「カきコ」の方だけ「き」が平仮名である理由は「なんとなく」である。
- カキオコ人気にあやかる形で日生の鮮魚直売施設「五味の市」に「カキフライソフト」が登場した。ソフトクリームにカキフライが乗せられる異色の取り合わせで、味のアクセントに刺身醤油が使われている。